# カウボーイビバップ 追憶の夜曲
『カウボーイビバップ 追憶の夜曲』（カウボーイビバップ ついおくのセレナーデ）は、2005年8月25日にバンダイより発売されたPlayStation 2用ゲームソフト。オリジナルグッズが同梱された初回限定版も発売された。

## 概要
本作は、アニメ『カウボーイビバップ』を題材にしたアクションアドベンチャーゲームである。
ストーリーはゲームオリジナルとなっており、スパイク・ジェット・フェイを操作して物語を進行させていく。なお、本作の原作上の時間軸としては、主役4人と1匹がビバップ号に搭乗しており、「BIG SHOT」が放映中であることから、Session#10からSession#23の間のストーリーであると考えられるが、明記はされていない。
ゲームシステムは、格闘や銃撃アクションとモノマシンチェイス。また、ミニゲームではクレー射撃・ブラックジャックなどができ、ゲーム中・ミニゲーム内で稼いだ賞金で設定画・音楽を購入し鑑賞できる。
オープニングはアニメのオープニングをCGで忠実に再現しているが、本作が12歳以上対象作品であるためか喫煙シーンはカットされていたり差し替えられている。また、ビバップ号の内部をみることができ、船内は忠実に再現されている。

## 登場人物

### 主要人物
スパイク・スピーゲル
ジェット・ブラック　
フェイ・ヴァレンタイン
エドワード・ウォン・ハウ・ペペル・チブルスキー4世
アイン
アントニオ、カルロス、ジョビン
パンチ
ジュディ

### ゲームオリジナルキャラクター
プリシーラ
身長159cm、体重46kg
物語のキーパーソン。故人。半世紀前に一時期太陽系で人気のあった女歌手。
ビアンカ　
声 - 岡村明美
年齢20歳、身長165cm、体重43kg、趣味 ウィンドサーフィン
駆け出しの賞金稼ぎ。ケントは双子の弟であり、彼とコンビを組んでいる。
ケント　
声 - 喜安浩平
年齢20歳、身長162cm、体重57kg 趣味 チェス
賞金稼ぎ。双子の姉ビアンカと共にコンビを組んでいる。
エレン・マッカーシー　
声 - 三石琴乃
年齢30歳、身長173cm、体重56kg、趣味 舞踊
酒場の女主人。I.S.S.P刑事のロナルド・マッカーシーの妻。
ロナルド・マッカーシー　
声 - 相沢正輝
年齢44歳、身長182cm、体重80kg、趣味 歴史研究
ジェットのI.S.S.P（太陽系刑事警察機構）の元同僚であり上司。組織の局長にまで出世する程のエリートであったが、法を無視して賞金首を私刑にするという理念から決起し、事故死を装って二年間地下に潜伏する。
スティーブ・チェイス　
声 - 藤原啓治
年齢32歳、身長185cm、体重70kg、趣味 クラブ通い
賞金首。音楽プロデューサーで、儲け話で収集した金を持ち逃げした結果賞金をかけられた。プリシーラの曲と対になる幻の曲の存在を知り、それを探し出して逆転を狙っている。
チャン・リンレイ　
声 - 深見梨加
年齢20歳、身長150cm、体重38kg 趣味 お酒
賞金首。雑技団員。裏通りの賞金首の間ではちょっとした有名人。
ゴンザ　
声 - 内海賢二
年齢26歳、身長180cm、体重75kg、趣味 金勘定
賞金首。僧侶。小心者である一方強欲な性格。
ホセ・ゴンザレス　
声 - 飯塚昭三
年齢34歳、身長175cm、体重58kg、趣味 ギャンブル
賞金首。元ボクサーだが、町での喧嘩が原因でボクシング界から追放された。
サーラ　
声 - 折笠富美子
年齢21歳、身長162cm、趣味 動物との会話
賞金首。サーカスの猛獣使いだったが、団長の動物に対する扱いへの不満から虎と一緒にサーカスを逃げ出すも、結果町が騒然となり、動物窃盗及び騒乱の罪で賞金をかけられる。
クルト・マイヤー　
声 - 秋元羊介
年齢36歳、身長185cm、体重90kg 趣味 ベンチプレス
賞金首。元傭兵。部隊でのいざこざが原因で賞金首に転落してしまった。
シュタイアー　
声 - 井上和彦
年齢30歳、身長185cm、体重70kg、趣味 武器コレクション
殺し屋。独自の美学を持つが、殺人に対するタブーは無く、スポーツ感覚で殺しを行っている。
パトリック・ジョンソン　
声 - 斉藤志郎
年齢44歳、身長180cm、体重70kg、趣味 ペット飼育
賞金首。希少生物を専門に扱うブローカー。

## 関連商品
- COWBOY BEBOP 追憶の夜曲公式パーフェクトガイド（2005年10月3日、新紀元社）